# Oberdorf-Spachbach
Oberdorf-Spachbach là một xã thuộc tỉnh Bas-Rhin trong vùng Grand Est đông bắc Pháp.